# 叉尾擬雀鯛
叉尾擬雀鯛，為鱸形目鱸亞目擬雀鯛科的其中一種，為熱帶海水魚，分布於西印度洋紅海海域，深度5-60公尺，本魚體延長，其主要特徵為有一縱向深色直條紋，從吻部，穿過眼睛，延伸至尾鰭，腹部、尾柄淡黃色，背部鐵灰色，體長可達9公分，棲息在礁石洞穴或淤泥覆蓋岩石水域，生活習性不明。

## 擴展閱讀
維基物種上的相關：叉尾擬雀鯛